# George Cloutier
George Cloutier (Pembroke, Ontário, 16 de julho de 1876 – Kenora, Ontário, 20 de abril de 1946) foi um jogador de lacrosse canadense. Cloutier era membro da Shamrock Lacrosse Team na qual conquistou a medalha de ouro nos Jogos Olímpicos de Verão de 1904 em Saint Louis.